# Рошія-де-Секаш
Рошія-де-Секаш (рум. Roșia de Secaș) — село у повіті Алба в Румунії. Адміністративний центр комуни Рошія-де-Секаш.
Село розташоване на відстані 249 км на північний захід від Бухареста, 23 км на схід від Алба-Юлії, 83 км на південь від Клуж-Напоки, 140 км на захід від Брашова.

## Населення
За даними перепису населення 2002 року у селі проживала 781 особа. Рідною мовою 778 осіб (99,6%) назвали румунську.
Національний склад населення села:
| Національність | Кількість осіб | Відсоток |
| -------------- | -------------- | -------- |
| румуни         | 688            | 88,1%    |
| цигани         | 86             | 11,0%    |